# Heerlijkheid Dreis
Dreis was een heerlijkheid binnen het Heilige Roomse Rijk. Dreis, in het huidige Rijnland-Palts, was niet bij een kreits ingedeeld.
Tussen 785 en 797 bevestigde Karel de Grote de schenking door zijn broer Karloman (†771) van enige hoven in Dreis aan de abdij van Echternach. De abdij wist deze hoven tot de Franse Revolutie in bezit te houden. Pogingen van het keurvorstendom Trier om het dorp Dreis onder haar gezag te stellen werden door een uitspraak van het Rijkskamergerecht in 1602 verijdeld. 
De voogdij over de abdij en haar bezittingen behoorde aan de graven van Manderscheid, die de voogdij als leen aan de heren van Esch uitgaven. Na het uitsterven van de heren van Esch verkochten de graven van Manderscheid de voogdij in 1665 aan de abdij Echternach. Normaliter was de abt hiermee in het bezit van de landshoogheid gekomen. De gemeenschap van Dreis poogde echter de status van rijksdorp te verwerven en procedeerde hierover tevergeefs tot 1714.
In 1774 bouwde de abt van Echternach een zomerresidentie te Dreis. In 1797 werd het gebied bij Frankrijk ingelijfd (Woudendepartement) en in 1815 voegde het Congres van Wenen het bij het koninkrijk Pruisen.